# ロバート議事規則
ロバート議事規則、もしくは、ロバート議事法、とは、 アメリカ合衆国陸軍の少佐であったヘンリー・マーティン・ロバート（1837年 – 1923年）がアメリカ議会の議事規則を元に、もっと普通一般の会議でも用いることができるよう簡略化して考案した議事進行規則。およびそれについて述べた書籍のタイトル。 

## 概要
アメリカ各地の様々な団体がこの議事規則を採用することにより、初対面のメンバーで構成されるような会議であっても議事が円滑に進行できるようになった。
日本でも、ロータリークラブ、ライオンズクラブ、青年会議所などでは、この議事規則を採用している。

## 4つの権利・4つの原則
4つの権利
- 多数者の権利
- 少数者の権利
- 個人の権利
- 不在者の権利

4つの原則
- 一時一件の原則
- 一事不再議の原則
- 多数決の原則
- 定足数の原則

### オンライン・テキスト
- Constitution Society Full text of 1915 (4th) ed.
- RulesOnline Full text of 1915 (4th) ed., and other resources
- Bartleby.com: Full text of Robert's Rules Of Order Full text of 1915 (4th) ed.
- Project Gutenberg Full text of 1876 ed.